# Cloche de l'église de Chartuzac
La cloche de l'église Saint-Vincent à Chartuzac, une commune du département de la Charente-Maritime dans la région Nouvelle-Aquitaine en France, est une cloche de bronze datant de 1696. Elle a été inscrite monument historique au titre d'objet le 30 septembre 1911. 
La cloche est fondue par Roch et Pillet.
Inscription : « STE VINCENTI ORA PRO NOBIS. BENIE PAR MRE FRANÇOIS MONSNEREAU CURE DE CE LIEU PARAIN MRE CLAUDE DE ST SIMON CHEVALLIER SEIGNEUR DE MONBLERN ET CHARTUSA TUGERAS ET VILLESAUSER MARAINE DAME FRANÇOISE DE IOIGNY EN 1696 ; transcription : M.ROCH FONDEUR J.PILLER F EN 1696 ».